# Antonio Lieto
Antonio Lieto (1983) es un científico de ordenador y científico cognitivo italiano en la Universidad de Turin y investigator en el Instituto de Informática del Consejo de Búsqueda Nacional italiano. Es notable para su trabajo centra en arquitecturas cognitivas y modelos computacionales de cognición, commonsense razonamiento y modelos de representación mental, y persuasive  tecnologías. Él teaches Inteligencia Artificiales y Evaluación de Sistemas Artificiales Cognitivos  en el Departamento de Informática de la Universidad de Turin.

## Carrera y contribuciones
Antes de unir la Universidad de Turin, obtenga su PhD de la Universidad de Salerno con una tesis en representación de conocimiento. Sus principales contribuciones son cognitively-modelos computacionales inspirados de la categorización que integra ambos prototipos y exemplars. 
Es también notable para la propuesta de la Minimal Cognitive Grid como herramienta metodológica a rango el poder explicativo de sistemas artificiales inspirados biológicamente y cognitivamente, y para la invención, con Gian Luca Pozzato, de una lógica descriptivas probabilistas sabidas como TCL (Typicality-based Compositional Logics) utilizó para automatizado invención de conocimiento y generación vía conceptual blending y combinación.
En el contexto de persuasive tecnologías  ha mostrado, con Fabiana Vernero, cómo los argumentos reductibles a las falacias lógicas representan una clase de ampliamente adoptado persuasive técnicas en ambas web y tecnologías móviles.
Ha sido Profesor visitante en Carnegie Mellon Universidad (Estados Unidos) en la Universidad de Haifa (Israel) y en Lund Universidad (Suecia) y ha sido asocia investigador de la Búsqueda Nacional Universidad Nuclear MEPhI (Instituto de Física de Ingeniería de Moscú).

## Reconocimiento
En 2020, es nominado como Orador Distinguido por la Asociación para Computar Maquinaria. En 2018,  esté otorgado el "Premio de Búsqueda Excepcional" del  BICA sociedad (Biologically Inspired Cognitive Architecture Society) para su contribución en el área de cognitively sistemas artificiales inspirados. Ha sido el vicepresidente  de la Asociación italiana de Ciencia Cognitiva. Es editor de Diputado -en-jefe de la Revista interational Journal of Experimental and Theoretical Artificial Intelligence.

## Publicaciones
- Lieto, A. Cognitive Design for Artificial Minds. (2021) London/New York, Routledge (Taylor and Francis). ISBN 978-1138207929.
- A Storytelling Robot Managing Persuasive and Ethical Stances via ACT-R: An Exploratory Study. Augello, A, Città, G., Gentile, M. Lieto, A. (2021). International Journal of Social Robotics, 1-17.
- A Description Logic Framework for Commonsense Conceptual Combination Integrating Typicality, Probabilities and Cognitive Heuristics". Lieto, A., Pozzato G.,  (2020). Journal of Experimental and Theoretical Artificial Intelligence, 32 (5), 769-804.
- The knowledge level in cognitive architectures: Current limitations and possible developments. Lieto, A., Lebiere, C., & Oltramari, A. (2018). Cognitive Systems Research, 48, 39-55.
- Dual-PECCS: a cognitive system for conceptual representation and categorization. Lieto A., Radicioni, D. P., & Rho, V. (2017). Journal of Experimental and Theoretical Artificial Intelligence, 29(2), 433-452.
- Conceptual spaces for cognitive architectures: A Lingua Franca for different levels of representation. Lieto, A., Chella, A., & Frixione, M. (2017). Biologically Inspired Cognitive Architectures, 17, 1-9.
- A common-sense conceptual categorization system integrating heterogeneous proxytypes and the dual process of reasoning. Lieto, A., Radicioni, D. P., & Rho, V. (2015). In Twenty-fourth international joint conference on artificial intelligence.
- Influencing the Others' Minds: An Experimental Evaluation of the Use and Efficacy of Fallacious-Reducible Arguments in Web and Mobile Technologies. Lieto, A., Vernero, F. (2014).  PsychNology Journal. 12 (3): 87–105.